# Isidiella divitella
Isidiella divitella är en fjärilsart som beskrevs av Alexandre Constant 1885. Isidiella divitella ingår i släktet Isidiella och familjen fransmalar. Inga underarter finns listade i Catalogue of Life.

## Bildgalleri

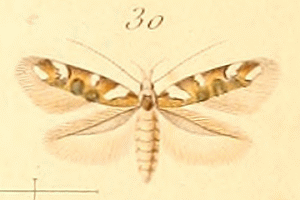